# فرودگاه شهری نبراسکا سیتی
فرودگاه شهری نبراسکا سیتی (به انگلیسی: Nebraska City Municipal Airport) یک فرودگاه همگانی بهره‌برداری هوایی است که یک باند فرود بتن دارد و طول باند آن ۱۳۷۲ متر است. این فرودگاه در شهر نبراسکا سیتی، نبراسکا کشور ایالات متحده آمریکا قرار دارد و در ارتفاع ۳۵۵ متری از سطح دریا واقع شده‌است.